# BETASOM
BETASOM (en italiano, acrónimo de Bordeaux Sommergibile o Sommergibili) fue una base de submarinos establecida en Burdeos, Francia, por la Regia Marina italiana durante la Segunda Guerra Mundial. Desde dicha base, los submarinos italianos participaron en la batalla del Atlántico desde 1940 hasta 1943 formando parte de la campaña emprendida por el Eje contra los Aliados.

## Establecimiento
La cooperación del Eje  empezó después de la firma del Pacto de Acero en junio de 1939 con reuniones en Friedrichshafen, Alemania, y un acuerdo para intercambiar información técnica. Después de la entrada italiana a la guerra y la caída de Francia, la Real Marina italiana estableció una base de submarinos en Burdeos, que se hallaba dentro de la zona de ocupación alemana. En aquel momento Italia alineaba 115 submarinos, siendo la segunda potencia submarina del mundo (la URSS era la primera con 160) mientras Alemania sólo poseía 83.
Los italianos fueron destinados a un sector  del sur Atlántico de Lisboa en labores de patrulla. La base estuvo abierta en agosto de 1940, y en 1941 el barco de pasajeros francés capturado De Grasse fue utilizado como barco de depósito antes de ser devuelto al Gobierno francés de Vichy en junio de 1942. El almirante Angelo Parona mandó los submarinos en BETASOM bajo el control operacional del Konteradmiral (contralmirante) Karl Dönitz, que era el "Comandante de los Submarinos" (Befehlshaber der U-Boote) para la Kriegsmarine alemana. Aproximadamente 1,600 hombres estuvieron basados en BETASOM.
La base podía albergar hasta treinta submarinos, y tenía muelles secos y dos cuencas conectadas mediante esclusas. El cuartel de la playa acomodaba una guardia de seguridad formada por 250 hombres del Regimiento San Marco.
Una segunda base fue establecida en La Pallice en La Rochelle, Francia. Esta segunda base permitía el entrenamiento sumergido, una actividad que no era posible llevar a cabo en Burdeos.
La mayoría de los submarinos italianos eran modernos y de buena navegación, fiables y con tripulaciones bien adiestradas. Desgraciadamente con el tiempo algunos graves defectos de diseño pasarían factura: la ausencia de puesto de tiro penalizó la precisión de los torpedos y el tamaño de su vela ralentizaba el tiempo de inmersión urgente (entre uno y dos minutos, contra unas decenas de segundos de los U-Boote). Además la táctica adoptada por el alto mando de la marina italiana era contraria a las tácticas modernas. Los submarinos debian esperar a los navíos enemigos en posición de emboscada, limitando así las oportunidades de éxito y aumentando las pérdidas (lo mismo sucedió en el Mediterráneo). Los alemanes criticaron el frecuente uso del cañón en lugar del torpedo, que exponia a los submarinos.

## Detalle operacional
La derrota de Francia fue tan rápida como inesperada y descargó a la Regia Marina en Mediterráneo. Por tanto Italia propuso utilizar puertos sobre la fachada atlántica de Francia para apoyar a su aliado.
Desde junio de 1940, tres submarinos italianos patrullaban en los alrededores de las Islas Canarias y Madeira, seguidos por tres más en las Azores. Cuándo dichs patrullas estuvieron completadas, las seis buques regresaron a su nueva base en Burdeos. Su área de patrulla inicial eran aproximaciones por el oeste. Dönitz era pragmático sobre los italianos, viéndoles novatos pero útiles para reconocimiento y necesitados de ganar experiencia.
Inicialmente, los resultados fueron decepcionantes. Los submarinos italianos avistaban convoyes pero perdían contacto y no conseguían presentar informes eficaces. Temiendo que las operaciones alemanas se vieran perjudicadas, Dönitz los reasignó al área del sur donde podrían actuar independientemente. De este modo, aproximadamente treinta submarinos italianos consiguieron algún éxito, pero aun así sin tener un gran impacto sobre las áreas más críticas de la campaña.

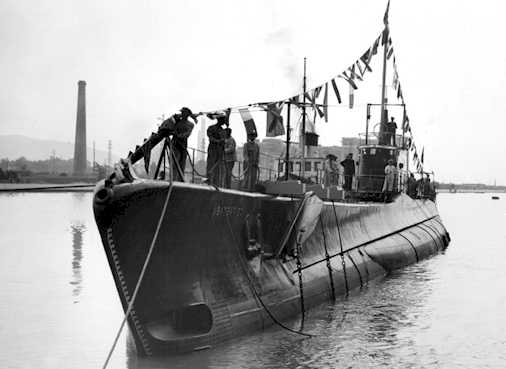
Submarino italiano Barbarigo

Dönitz consideró que los italianos mostraban una «gran osadía en combate, a menudo superando a los alemanes», pero eran menos duros, resistentes y tenaces. Cuando el petrolero británico "Fama británica" fue atacado por el Malaspina, el jefe y los vigías que estaban en el puente además del capitán, según los supervivientes del petrolero, «estaban dormitando bajo el puente» (fuentes italianas, incluyendo las memorias del comandante del Malaspina Mario Leoni, niegan estas afirmaciones. Hicieron falta cinco torpedos para que se hundiera el petrolero (pero esto era un problema bastante común con los petroleros, porque a menudo su estructura era capaz de sobrevivir a impactos múltiples de torpedo si no se incendiaban), y uno señala que la artillería del petrolero forzó al Malaspina a sumergirse. Los italianos remolcaron los botes salvavidas hasta lugar seguro, en un acto digno de elogio pero que contravenía las órdenes de Dönitz y dejó al submarino expuesto a ser atacado durante 24 horas.
Si bien los submarinos BETASOM tuvieron algún valor, está claro por qué no satificieron las expectativas de Dönitz. Hacia el 30 de noviembre de 1940, los submarinos italianos en el Atlántico hundieron una media de 200 toneladas brutas por día en forma unitaria. En comparación, los U-Boot alemanes hundieron 1,115 toneladas brutas por día cada uno durante el mismo periodo de tiempo. Los submarinos italianos, aun así, sólo habían estado en el Atlántico unos cuantos meses y no habían dispuesto del tiempo necesario para adaptarse a las nuevas condiciones operacionales, mientras que los submarinos alemanes ya llevan más de un año operando allí.
En un intento de mejorar el rendimiento de los submarinos italianos, la Kriegsmarine adoptó varias medidas. Los comandantes de submarino italianos por oficiales más jóvenes que tenían más agresividad y aguante; una "escuela de submarino" fue creada en Gotenhafen, donde comandantes, agentes y tripulaciones de puente del BETASOM de los submarinos fueron entrenados según el modelo alemán (el submarino Reginaldo Giuliani estuvo asignado a esta tarea, en cooperación con unidades navales alemanas). Los submarinos italianos también fueron sometidos a trabajos de mejora que incluyeron la reorganización de sus torretas excesivamente grandes.: 471–481 
Esto significó  mejorar el rendimiento de los submarinos italianos restantes (sobre medios del BETASOM los submarinos fueron llamados al Mediterráneo en 1941): el tonelaje medio hundido por submarinos de BETASOM pasó de 3,844 toneladas (GRT) en 1940 a 27,335 GRT en 1942 (y, respectivamente, de 7,779 GRT a 68,337 GRT por submarino operativo). El tonelaje hundido por cada submarino perdido era 32,672 GRT en 1940 (opuesto a 188,423 GRT para submarinos alemanes), 20,432 GRT en 1941 (70,871 GRT para submarinos de alemanes), 136,674 GRT en 1942 (68,801 GRT para submarinos alemanes) y 13,498 GRT en 1943 (11,391 GRT para submarinos alemanes).: 692 : 692 
Entre febrero y marzo de 1942, cinco submarinos BETASOM (junto con seis U-boats alemanes) participaron en la Operación Neuland, hundiendo 15 de 45 mercantes aliados.
Los ases con mejor puntuación de los BETASOM Gianfranco Gazzana-Priaroggia (90,601 GRT hundidas) y Carlo Fecia di Cossato (96,553 GRT hundidas) figuraron entre los pocos italianos que recibieron la Cruz de Caballero de la Cruz de Hierro. El submarino de Gazzana-Priaroggia  <i id="mwaA">Leonardo da Vinci</i>, tuvo la distinción de ser el submarino no alemán de mayor puntuación de la Segunda Guerra Mundial, con 17 barcos hundidos totalizando 120,243 GRT.
El historiador naval italiano Giorgio Giorgerini ha remarcado que, a pesar de que los submarinos italianos no actuaron como los u-boats, consiguieron un buen éxito considerando las deficiencias de sus buques (la carencia de sistemas de control modernos de fuego de los torpedo y la menor velocidad tanto emergidos como sumergidos). Tomando en consideración el periodo en que operó el BETASOM  y el número de submarinos empleados, si se comparan los tonelajes respectivos de buques hundidos por U-boot con los de los buques hundidos por submarinos italianos y sus pérdidas respectivas (16 submarinos italianos perdidos contra 247 U-boot), pueda verse que los tipos de cambio "respectivos" (el tonelaje bruto hundido dividido por el número de submarinos perdidos) era de 40.591 t para las unidades alemanas y de 34.512 t para los italianos, lo que significa que el submarinista italiano no fue tan ineficaz como a menudo se suponía. Aun así, esto no cambia el hecho que la participación de Italia en la Batalla del Atlántico no fue ningún éxito (tampoco lo fue la de Alemania), y que su importancia estratégica era pequeña (lo que no debe sorprender cuando el número de submarinos italianos que operaron en el Atlánticos fue 30 en su momento máximo, mientras que la Kriegsmarine comprometió a más de 1,000 submarinos en la batalla del Atlántico entre 1939 y 1945).: 423–425 : 424 
En general, los submarinos italianos  hundieron 109 mercantes aliados totalizando 601,425 toneladas, y sufrieron la pérdida de 16 submarinos.

## Actividades de U-boot alemanes

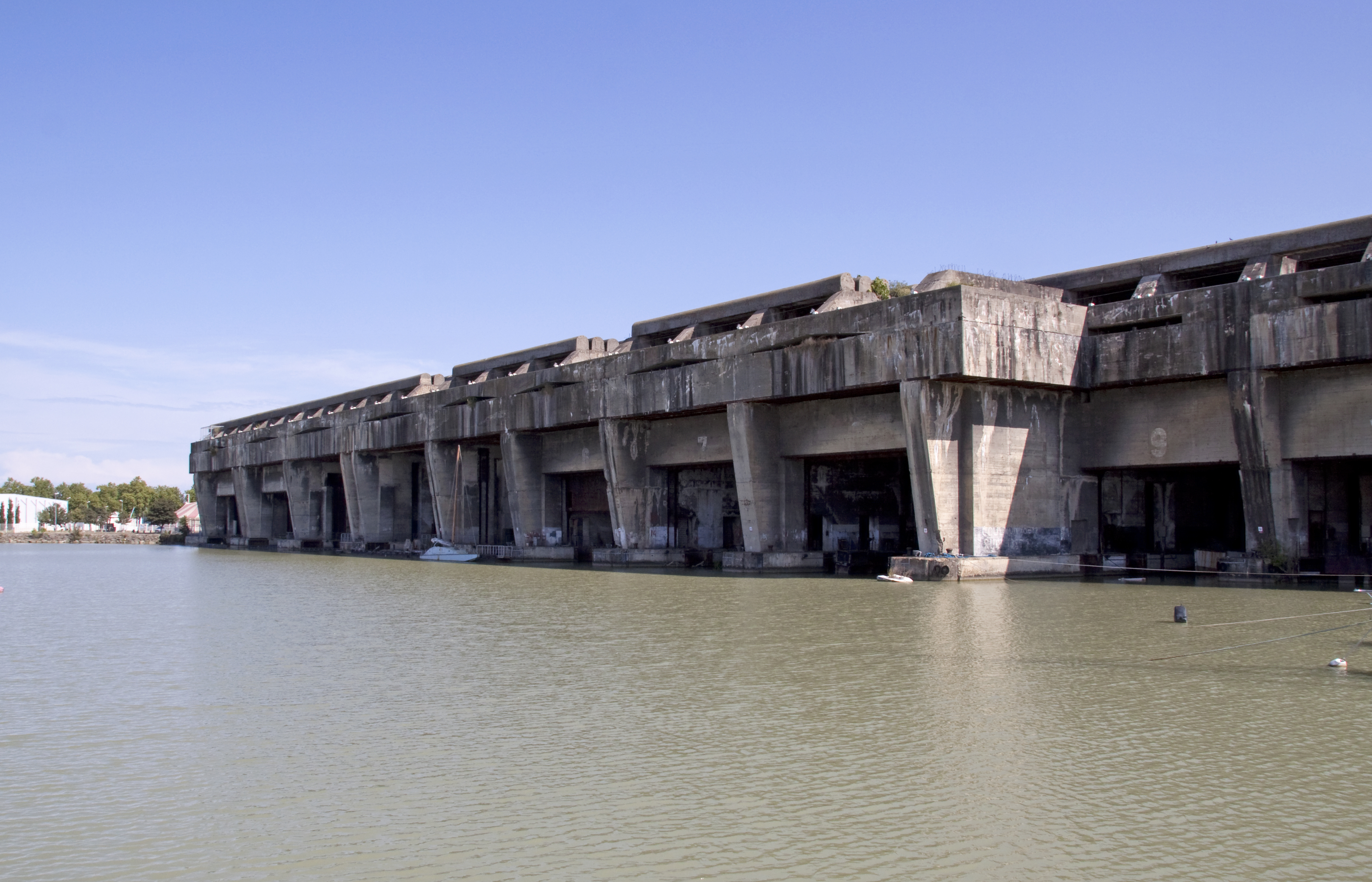
Restos de los refugios de U-boats en Burdeos (2009).

Durante el verano de 1941, el almirante Karl Dönitz decidió construir un búnker para submarinos en Burdeos. Las obras empezaron en septiembre de 1941.
El 15 de octubre de 1942, la 12ª flotilla de submarinos fue formada en Burdeos por la Kriegsmarine a las órdenes del capitán de corbeta Klaus Scholtz. El primer U-boat en utilizar el búnker fue el U-178 el 17 de enero de 1943.

## Fin de operaciones
La base fue bombardeada por los británicos en varias ocasiones, especialmente en 1940 y 1941, pero no tuvo gran daño significativo excepto el hundimiento del barco de cuartel Usaramo. La base era indirectamente atacada por Operación Josephine B en junio de 1941, una redada para destruir la electricidad substation aquello sirvió la base.
Los restantes submarinos terminaron su patrulla ofensiva en la primavera tardía de 1943, después de qué siete BETASOM los submarinos fueron adaptados para llevar material crítico al Lejano Oriente  (Bagnolini, Barbarigo, Comandante Cappellini, Finzi, Giuliani, Tazzoli, y Torelli). Dos de estos fueron hundidos por los Aliados, dos fueron capturados en el Extremo oriente por los alemanes después de la Rendición italiana y utilizado por ellos y un quinto fue capturado en Burdeos por los alemanes, pero no utilizado.
Después del Armisticio italiano en septiembre de 1943 la base estuvo controlada por los alemanes. Algunos del personal italiano se unieron los alemanes independientemente de la República Social italiana. Durante este periodo los sellos de franqueo italianos a mano eran sobreimpresos para mostrar lealtad al estado remanente de Mussolini.
Los últimos dos restante U-bootes dejaron Bordeaux en agosto de 1944, tres vísperas los Aliados ocuparon la base el 25 de agosto. El último personal naval alemán restante intentó regresar a Alemania pero fue capturado por fuerzas de  EE.UU el 11 de septiembre de 1944.

## Lista de los submarinos que operan de BETASOM
En 1940, todos los veintiocho submarinos italianos fueron basados en BETASOM inicialmente tuvieron que navegar desde bases en el Mar mediterráneo y transitar por el Estrecho de Gibraltar para alcanzar el Océano Atlántico. Todo los veintiocho  lo lograron exitosamente sin incidentes.
En 1941, otro cuatro submarinos italianos basaron en África del este italiana (África Orientale Italiana, o AOI) lograron llegar a la base después de la caída de aquella colonia durante la Campaña africana del este. Los cuatro tuvieron  que doblar el Cabo de Esperanza Buena para llegar a BETASOM.
Fecha de llegada en Bordeaux del mediterráneo en 1940:: 439–470, 690–691 
- 4 septiembre <i id="mwvw">Malaspina</i> (6 patrullas, 3 barcos se hundieron totalling 16,384 GRT, perdidos con todas las  manos en septiembre de 1941)
- 8 septiembre <i id="mwww">Barbarigo</i> (11 patrullas, 7 barcos se hundieron totalling 39,300 GRT, hundidos con todas las  manos por aviones en junio de 1943 después de que conversión a submarino de transporte)
- 10 septiembre <i id="mwxg">Dandolo</i> (6 patrullas, 2 barcos se hundieron totalling 6554 GRT, regresados al mediterráneos en junio@–julio 1941)
- 29 septiembre <i id="mwyQ">Marconi</i> (6 patrullas, 7 barcos se hundieron totalling 19,887 GRT, perdidos con todas las  manos en septiembre de 1941)
- 29 septiembre <i id="mwzA">Finzi</i> (10 patrullas, 5 barcos se hundieron totalling 30,760 GRT, convertidos a submarino de transporte y capturado después del armisticio italiano)
- 30 septiembre <i id="mwzw">Bagnolini</i> (11 patrullas, 2 barcos se hundieron totalling 6926 GRT, convertidos a submarino de transporte y capturado después del armisticio)
- 30 septiembre <i id="mw0g">Giuliani</i> (esta barca estuvo transferida para un tiempo a Gdynia para entrenar italiano submariners en Uboattactics; 3 patrullas, 3 barcos se hundieron totalling 13,603 GRT, convertidos a submarino de transporte y capturado en el armisticio)
- 3 octubre Emo (6 patrullas, 2 barcos se hundieron totalling 10,958 GRT, regresados al mediterráneos en agosto de 1941)
- 5 octubre <i id="mw2A">Faà di Bruno</i> (2 patrullas, ningún barco se hundió, perdido con todas las  manos en octubre de 1940)
- 5 octubre <i id="mw2w">Tarantini</i>  (2 patrullas, ningún barco se hundió, hundido por HMS Rayo el 15 de diciembre de 1940)
- 5 octubre <i id="mw3w">Torelli</i> (12 patrullas, 7 barcos se hundieron totalling 42,871 GRT, convertidos a submarino de transporte y capturado después del armisticio)
- 6 octubre <i id="mw4g">Baracca</i> (6 patrullas, 2 barcos se hundieron totalling 8553 GRT, hundidos por HMS Croome el 8 de septiembre de 1941)
- 6 octubre <i id="mw5g">Otaria</i> (8 patrullas, 1 barco hundido de 4662 GRT, regresado al mediterráneo en septiembre de 1941)
- 22 octubre <i id="mw6Q">Glauco</i> (5 patrullas, ningún barco se hundió, hundido por HMS <i id="mw6w">Wishart</i> el 27 de junio de 1941)
- 23 octubre <i id="mw7g">Calvi</i>  (8 patrullas, 6 barcos se hundieron totalling 34,193 GRT, hundidos por HMS <i id="mw8A">Lulworth</i> el 15 de julio de 1942)
- 24 octubre <i id="mw8w">Argo</i> (6 patrullas, 1 barco hundido de 5066 GRT, regresado al mediterráneo en octubre de 1941)
- 24 octubre <i id="mw9g">Tazzoli</i> (9 patrullas, 18 barcos se hundieron totalling 96,650 GRT, convertidos a submarino de transporte y perdido con todas las  manos en mayo de 1943)
- 31 octubre Leonardo da Vinci (11 patrullas, 17 barcos se hundieron totalling 120,243 GRT, el mejores actuando submarino no alemán en Segunda Guerra Mundial)
- 2 noviembre Veniero (6 patrullas, 2 barcos se hundieron para 4987 GRT, regresados al mediterráneos en agosto de 1941)
- 4 noviembre <i id="mw_g">Nani</i> (3 patrullas, 2 barcos se hundieron totalling 1,939 GRT, perdidos con todas las  manos en enero de 1941)
- 5 noviembre Comandante Cappellini (12 patrullas, 5 barcos se hundieron totalizando 31,648 GRT, convertidos a submarino de transporte y capturado después del armisticio)
- 18 noviembre <i id="mwAQM">Brin</i> (5 patrullas, 2 barcos se hundieron totalizando 7241 GRT, regresando al Mediterráneo  en August@–septiembre 1941)
- 28 noviembre <i id="mwAQY">Morosini</i> (9 patrullas, 6 barcos se hundieron totalizando 40,933 GRT, perdido en agosto de 1942)
- 2 diciembre <i id="mwAQk">Marcello</i> (3 patrullas, 1 barco hundido de 1550 GRT, perdido en febrero de 1941)
- 18 diciembre <i id="mwAQw">Bianchi</i> (4 patrullas, 3 barcos se hundieron totalling 22,266 GRT, hundido  por HMS <i id="mwAQ4">Tigris</i> el 4 de julio de 1941)
- 25 diciembre <i id="mwARE">Velella</i> (4 patrullas, ningún barco se hundió, regresado al mediterráneo en agosto de 1941)
- 26 diciembre <i id="mwARQ">Mocenigo</i> (4 patrullas, 1 barco hundido de 1253 GRT, regresado al mediterráneo en agosto de 1941)

Transferido de la Flotilla de Mar Roja durante el verano de 1941:: 439–470, 690–691 
- 7 mayo Archimede (3 patrullas, 2 barcos se hundieron totalling 25,629 GRT, hundidos por aviones el 15 de abril de 1943)
- 7 mayo Guglielmotti (ninguna patrulla bajo Betasom, regresado al mediterráneo en septiembre@–octubre 1941)
- 9 mayo Galileo Ferraris (1 patrulla, ningún barco fue hundido, hundido por HMS Lamerton el 25 de octubre de 1941)
- 19 mayo Perla (submarino costero, ninguna patrulla bajo Betasom, regresado al mediterráneo en septiembre –octubre 1941)

En 1941,  se decidió que algunos de los submarinos italianos regresaran al Mediterráneo . Perla, Guglielmotti, Brin, Argo, Velella, Dandolo, Emo, Otaria, Mocenigo, y Veniero Glauco hicieron el viaje peroel Glauco fue hundido por la Real Marina Británica. Cagni fue transferido en 1942.

## Post Segunda Guerra Mundial
Los refugios de submarinos demostraron ser imposibles de derribar debido a su construcción reforzada, que había sido diseñada para resistir el bombardeo aéreo. En 2010, después de la conversión llevada a cabo unos años antes, aproximadamente 12,000 m² de los 42,000 que totalizaba el edificio se encuentran abiertos al público como casa para las artes escénicas, exposiciones, y acontecimientos nocturnos.